# Équipe d'Éthiopie des moins de 20 ans de football
Maillots
L'équipe d'Éthiopie de football, surnommée les Walya (du nom du Walya ibex, le bouquetin d'Abyssinie) est constituée par une sélection des meilleurs jeunes joueurs éthiopiens de moins de vingt ans sous l'égide de la fédération d'Éthiopie de football et représente le pays lors des compétitions régionales, continentales et internationales depuis sa création en 1979.

## Histoire
C'est l'une des onze équipes à prendre part à la coupe d'Afrique des nations des moins de 20 ans football 1979, l'édition inaugurale de la Coupe d'Afrique des nations junior.
L’équipe d’Éthiopie participe une seule fois à la Coupe du monde de football des moins de 20 ans, malgré quatre demi-finales atteintes (deux fois troisième est deux autres quatrièmes) de la Coupe d'Afrique des nations de football des moins de 20 ans synonyme de qualification. Avant 1997, seules deux places étaient offertes aux finalistes d’Afrique, d’où l’absence.

## Palmarès
- Coupe d'Afrique des nations des moins de 20 ans : 
  - Troisième en 1979 et 1985

- Coupe CECAFA U20
  - Vainqueur en 1995 1996 2005,

## Parcours en Coupe d'Afrique des nations junior
- 1979 :  Troisième
- 1981 : 1er tour
- 1983 : tour préliminaire  retiré de la compétition
- 1985 :  Troisième
- 1987 : 2d tour
- 1989 : 2d tour
- 1991 : Phases de groupe
- 1993 : Quatrième
- 1995 : 2e tour
- 1997 : 2e tour
- 1999 : Non qualifiée
- 2001 : Quatrième
- 2003 : 1er tour
- 2005 : Non qualifiée
- 2007 : Non qualifiée
- 2009 : Non qualifiée
- 2011 : 1er tour
- 2013 : Non qualifiée
- 2015 : Non qualifiée
- 2017 :  1er tour
- 2019 : 1er tour
- 2021 : Non qualifiée (phases de groupe zone Cecafa)
- 2023 : Non qualifiée (demi-finale de zone Cecafa)
- 2025 : Non qualifiée (phases de groupe zone Cecafa)

## Parcours en Coupe du monde des moins de 20 ans
L’équipe d’Éthiopie a participé à une seule Coupe du monde de football des moins de 20 ans.
- 2001 : Phases de groupe

## Sélectionneurs
- 2000-2001 :  /  Diego Garzitto